# FK Radnik Bijeljina
El Fudbalski Klub Radnik Bijeljina (serbi ciril·lic: ФК Радник Биjeљинa) és un club de futbol bosnià de la ciutat de Bijeljina, Republika Srpska. Radnik significa treballador.

## Història
Les primeres pilotes de futbol arribaren a Bijeljina l'any 1916 i el primer club fou el FK Podrinje fundat el 1919. Més tard aparegueren el FK Zora el 1920, el FK Građanski el 1923, i el FK Semberija el 1935. Acabada la II Guerra Mundial, el 14 de juny de 1945 es fundà el FK Radnik. L'any 1948 esdevingué campió del districte de Tuzla vencent el FK Sloboda Tuzla a la final. Un any més tard arribà a 1/16 de final de la Copa iugoslava. El 1957 ascendí a la lliga regional de Novi Sad/Srem. La temporada 1971-72, el FK Radnik es proclamà campió regional de Bòsnia i Hercegovina ascendint a la segona divisió iugoslava.
Entre 1995 i s'anomenà FK Panteri Bijeljina. La temporada 1998-99 guanyà el seu primer campionat de la Republika Srpska. La temporada 2004-05 tornà a guanyar la lliga de la Republika Srpska, ascendint a la primera divisió de Bòsnia i Hercegovina. La temporada 2006-07 va descendir. Novament fou campió de la Republika Srpska la temporada 2011-12, assolint l'ascens de categoria.
També existeix a la ciutat un club de basquetbol anomenat KK Radnik Bijeljina.

## Palmarès
- Lliga de la Republika Srpska:
  - 1998-99, 2004-05, 2011-12
- Copa de la Republika Srpska:
  - 2009-10, 2012-13